# Ariozofia

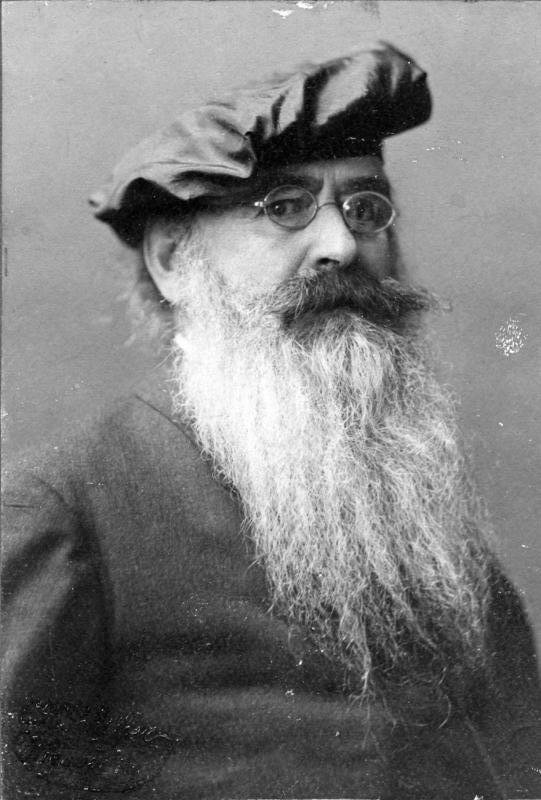
Guido von List (1909)

Ariozofia – rasistowska i okultystyczna doktryna stworzona wewnątrz ruchu volkistowskiego w Niemczech przez Guido von Lista i przedstawiona przez Jörga Lanza von Liebenfelsa. Opowiada się za dominacją rasy aryjskiej i głosi jej panowanie nad światem.
Od 1976 działa odwołujący się do ariozofii Armanen-Orden (AO).